# Olivia Nicholls
Olivia Ann Nicholls (født 26. oktober 1994 i Norwich, Storbritannien) er en professionel kvindelig tennisspiller fra Storbritannien.